# Roelof Vermeulen
Roelof Jan Vermeulen (ur. 26 lutego 1906 w Leeuwarden, zm. 28 czerwca 1963 w Leeuwarden) – holenderski żeglarz, olimpijczyk.
Na regatach rozegranych podczas Letnich Igrzysk Olimpijskich 1928 wystąpił w klasie 6 metrów zajmując 4. pozycję. Załogę jachtu Kemphaan tworzyli również Carl Huisken, Hendrik Fokker, Hendrik Pluijgers i Wim Schouten.